# خوزه ایگناسیو (بازیکن فوتبال، زاده ۱۹۷۳)
خوزه ایگناسیو (انگلیسی: José Ignacio؛ زادهٔ ۲۸ سپتامبر ۱۹۷۳) بازیکن فوتبال اهل اسپانیا است.
از باشگاه‌هایی که در آن بازی کرده‌است می‌توان به باشگاه فوتبال رئال ساراگوسا، باشگاه فوتبال سلتاویگو، و باشگاه فوتبال والنسیا اشاره کرد.
وی همچنین در تیم‌های ملی فوتبال زیر ۲۱ سال اسپانیا، زیر ۲۳ سال اسپانیا، و اسپانیا بازی کرده‌است.